# 3908 Nyx
3908 Nyx este un asteroid din grupul Amor, descoperit pe 6 august 1980 de Hans-Emil Schuster.